# Seznam velkostatků v Uhrách počátkem 20. století
Následující tabulka představuje přehled nejvýznamnějších šlechtických velkostatkářů v Uhrách před rozpadem Rakousko-Uherského mocnářství v roce 1918. Údaje vycházejí z publikace Magyarországi Gazdaczímtár vydané v Budapešti a publikované v české knize Uherská šlechta v nových časech K Uherskému království tehdy patřilo dnešní Slovensko (Horní Uhry), Sedmihradsko (dnešní Rumunsko), část Chorvatska a Ukrajiny. Za jménem je v závorce uveden šlechtický titul, který uvedená rodina užívala a celkový počet členů rodu, mezi něž bylo vlastnictví velkostatků rozděleno. Ve zmíněné literatuře je rozsah pozemků uveden v katastrálních jitrech, v tabulce je uveden přepočet na hektary (1 katastrální jitro = 0,57 hektaru).

## Přehled majitelů velkostatků v Uhrách (1911)
| Rod                                                               | Výměra v hektarech | Hlavní sídla |
| ----------------------------------------------------------------- | ------------------ | --- |
| Esterházy de Galánta (kníže, hrabě, 18 majitelů)                  | 358 914            | Eisenstadt, Forchtenstein, Kobersdorf, Lackenbach (Rakousko), Fertőd, Kapuvár, Csákvár (Maďarsko), Galanta, Bernolákovo, Abarhám (Slovensko)  |
| Károlyi de Nagy Károly (hrabě, 23 majitelů)                       | 208 428            | Carei, Macea (Rumunsko), Fót, Fehérvárcsurgó, Árpádhalom, Füzérradvány, Szégvár, Parádsasvár (Maďarsko), Palárikovo, Bánov (Slovensko)        |
| Zichy de Zich et Vásonykeö (hrabě, 32 majitelů)                   | 151 450            | Soponya, Zichyújfalu, Seregélyes, Lengyeltóti, Ács, Káloz (Maďarsko), Diosig, Voivodeni (Rumunsko), Cífer, Krásna (Slovensko)                 |
| Schönbon-Buchheim (hrabě, 1 majitel)                              | 128 190            | Mukačevo, Berehovo, Turja Bystra (Ukrajina)                                                                                                   |
| Pálffy de Erdöd (hrabě, 10 majitelů)                              | 122 581            | Červený Kameň, Budmerice, Bojnice, Malacky, Stupava, Čachtice, Vinosady (Slovensko)                                                           |
| Andrássy de Csíkszentkirály et Kraszna Horka (hrabě, 12 majitelů) | 119 226            | Tiszadob (Maďarsko), Krásna Hôrka, Betliar (Slovensko)                                                                                        |
| Festetics de Tolna (kníže, hrabě, 11 majitelů)                    | 113 265            | Keszthely, Alsóbogát, Balatongyörök, Balatonkeresztúr, Berzence, Dég, Simaság, Szeleste (Maďarsko), Čakovec (Chorvatsko)                      |
| Sachsen-Coburg-Gotha (vévoda, 2 majitelé)                         | 109 827            | Svätý Anton, Veľký Blh (Slovensko) |
| Bedřich Rakousko-Těšínský (arcivévoda, 1 majitel)                 | 103 767            | Mosonmagyaróvár (Maďarsko), Bilje (Chorvatsko), Víglaš (Slovensko)                                                                            |
| Széchenyi de Sárvár et Felsövidék (hrabě, 23 majitelů)            | 93 136             | Nagycenk, Balatonfüred, Közeprigóc (Maďarsko)                                                                                                 |
| František Josef I. (císař rakouský, král uherský, 1 majitel)      | 92 911             | Gödöllö (Maďarsko) |
| Wenckheim (hrabě, 9 majitelů)                                     | 90 336             | Veľké Leváre (Slovensko), Szabadkígyós Békéscsaba, Bélmegyer, Csorvás (Maďarsko)                                                              |
| Teleki de Szék (hrabě, 22 majitelů)                               | 81 077             | Pomáz (Maďarsko), Dovhe (Ukrajina), Gornești, Dumbrăvioara (Rumunsko)                                                                         |
| Bánffy de Losoncz (hrabě, baron, 15 majitelů)                     | 70 488             | Bešeňová (Slovensko), Bonțida, Breaza (Rumunsko)                                                                                              |
| Schaumburg-Lippe (kníže, 3 majitelé)                              | 67 910             | Darda, Veröce (Chorvatsko) |
| Batthyány de Német Ujvár (kníže, hrabě, 20 majitelů)              | 58 166             | Bicske, Csákánydoroszló, Körmend, Ikervár (Maďarsko), Rakičan (Slovinsko)                                                                     |
| Josef August Rakouský (arcivévoda, 1 majitel)                     | 51 790             | Alcsútdoboz (Maďarsko) |
| Erdödy de Monyorokérek et Monoszló (hrabě, 12 majitelů)           | 48 938             | Doba, Vép (Maďarsko), Novi Marof, Jastrebarsko, Popovača, Gornja Rijeka (Chorvatsko), Rotenturm an der Pinka (Rakousko), Hlohovec (Slovensko) |
| Bethlen de Bethlen (hrabě, 22 majitelů)                           | 48 462             | Beclean, Arcalia, Kokelburg, Chiraleș, Sânmiclaus (Rumunsko), Berehovo (Ukrajina)                                                             |
| Mailáth de Székhely (hrabě, 8 majitelů)                           | 46 502             | Bakóca, Patvarc, Törökbálint (Maďarsko), Donji Miholjac                                                                                       |
| Almásy de Zsadány (hrabě, 14 majitelů)                            | 44 242             | Bernstein (Rakousko), Gyulavári, Kétegyháza (Maďarsko), Modrý Kameň (Slovensko)                                                               |
| Forgách de Ghymes et Gács (hrabě, 9 majitelů)                     | 44 168             | Nižná Kamenica, Podrečany, Gýmeš (Slovensko)                                                                                                  |
| Draskovich de Trakostján (hrabě, 5 majitelů)                      | 42 364             | Trakošćan, Dugo Selo, Dežanovac, Brezovica, Božjakovina (Chorvatsko)                                                                          |
| Dessewffy de Csernek et Tarkeö (hrabě, 17 majitelů)               | 40 595             | Tiszavasvári (Maďarsko), Fintice, Horné Saliby, Koprivnica, Mokrance (Slovensko), Cernik (Chorvatsko)                                         |
| Pallavicini (markrabě, 6 majitelů)                                | 39 887             | Mindszent, Algyö, Mosdós (Maďarsko) |
| Thurn-Taxis (kníže, 5 majitelů)                                   | 38 836             | Baltavár (Maďarsko), Lokve, Novo Čiče (Chorvatsko)                                                                                            |
| Gutmann (baron, 1 majitel)                                        | 38 795             | Zalabér (Maďarsko) |
| Solymosy de Lóos et Egervár (baron, 5 majitelů)                   | 35 432             | Apatelek (Rumunsko), Bolhó, Egervár, Kisterenye (Maďarsko)                                                                                    |
| Degenfeld-Schonburg (hrabě, 10 majitelů)                          | 33 627             | Téglás, Szirák, Ács (Maďarsko), Ciumești, Cuci, Aruncuta, Bâlc (Rumunsko)                                                                     |
| Pejacsevich de Veröcze (hrabě, 7 majitelů)                        | 33 352             | Našice, Virovitica (Chorvatsko) |
| Csáky de Körösszegh et Adorján (hrabě, 14 majitelů)               | 32 065             | Budatín, Prievoz (Slovensko), Szendrö (Maďarsko)                                                                                              |
| Normann-Ehrenfels (hrabě, 4 majitelé)                             | 30 519             | Bizovac, Valpovo (Chorvatsko) |
| Hadik de Futak (hrabě, 4 majitelé)                                | 30 171             | Tornanádaska, Seregélyes (Maďarsko), Pavlovce nad Uhom, Tovarné (Slovensko)                                                                   |
| Lónyay de Nagy Lónya (kníže, hrabě, 7 majitelů)                   | 30 113             | Rusovce (Slovensko), Bodrogolaszi (Maďarsko)                                                                                                  |
| Jankovich de Pribérd (hrabě, 10 majitelů)                         | 26 885             | Sirač, Cabuna (Chorvatsko), Csepreg (Maďarsko)                                                                                                |
| Kemény de Kéttorony (baron, 15 majitelů)                          | 26 505             | Mintia, Cămărașu, Eliseni, Ciumbrud (Rumunsko)                                                                                                |
| Wimpffen (hrabě, 2 majitelé)                                      | 26 173             | Érd, Ercsi (Maďarsko), Charlotenburg (Rumunsko)                                                                                               |
| Odescalchi (kníže, 8 majitelů)                                    | 25 991             | Ilok (Chorvatsko), Antalovce (Ukrajina) |
| Szapáry de Muraszombat (hrabě, 9 majitelů)                        | 25 706             | Považské Podhradie (Slovensko), Abony, Bábolna (Maďarsko)                                                                                     |
| Csekonics de Zsombolya (hrabě, 3 majitelé)                        | 24 803             | Jimbolia (Rumunsko) |
| Thoroczkay de Thoroczkó-Szent György (baron, 3 majitelé)          | 22 875             | Bobâlna, Gurasada, Cârnești (Rumunsko) |
| Hohenlohe-Oehringen (kníže, 1 majitel)                            | 22 598             | Tatranská Javorina (Slovensko) |
| Semsey de Semse (hrabě, 2 majitelé)                               | 21 598             | Šaca, Demjata (Slovensko) |
| Apponyi de Nagy Appony (hrabě, 5 majitelů)                        | 20 463             | Oponice, Báč (Slovensko), Högyész (Maďarsko)                                                                                                  |
| Némes de Hidvég (hrabě, 6 majitelů)                               | 20 245             | Hăghig (Rumunsko), Kenderes (Maďarsko), Ipeľské Predmostie (Slovensko)                                                                        |

Z rodin čistě maďarského původu by se na dalších příčkách tabulky objevili Mikesové (19 790 hektarů půdy), Révayové (17 904 ha), Karátsoyniové (14 906 ha), Sztárayové (12 722 ha) Pongráczové (12 517 ha) nebo Nádasdyové (11 854 ha). Chorvatského původu byli Somsićové (Somssich de Sáard), jimž náleželo přes 19 000 ha půdy. Z rakouské šlechty vlastnili statky v Uhrách také Lichtenštejnové, Harrachové, Windischgrätzové, Lambergové nebo Hoyosové. Díky dědictví po vymřelém rodu Sándorů získali majetek v Uhrách Metternichové, jimž patřil zámek v Bajně. Významným pozemkovým vlastníkem byl také dlouholetý nejvyšší hofmistr Františka Josefa I. kníže Alfred Montenuovo (1854–1927), který díky dědictví po matce z rodu Batthyányů držel přes 13 000 hektarů půdy ve třech župách v jižním Maďarsku a jeho sídlem byl zámek Németbóly. 

Z české šlechty se ve vlastnictví rozsáhlých pozemků v Uhrách objevili již v 18. století Kounicové nebo Šlikové (jejich statky později skoupili Károlyiové), v 19. století se mezi držiteli uherských velkostatků objevily další české rody. Nejvýznamnějšími ze staré české šlechty byli Chotkové, kteří dědictvím po vymřelém rodu Brunswiků z Korompy převzali velkostatky Dolná Krupá v Horních Uhrách a Futog v dnešním Srbsku, kde jim patřilo přes 15 000 hektarů půdy. Další statky v Uhrách na přelomu 19. a 20. století vlastnili také Voračičtí z Paběnic, Chorinští z Ledské, Kinští nebo Deymové ze Stříteže. 

## Galerie

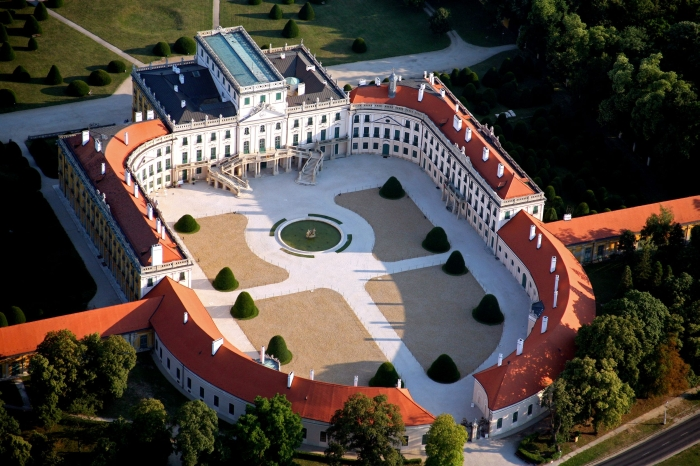
Fertőd (Esterházyové)
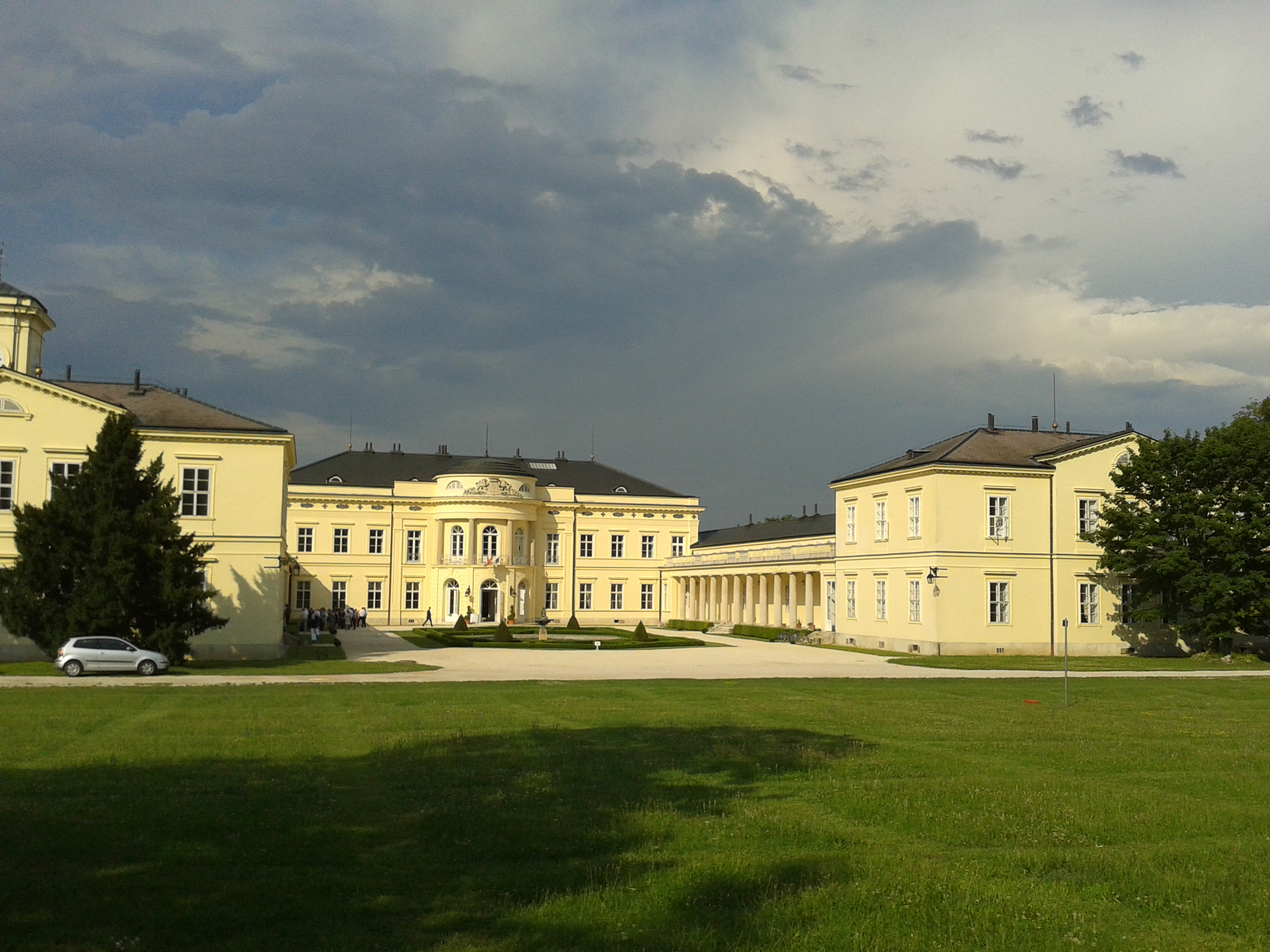
Fehérvárcsugó (Károlyiové)
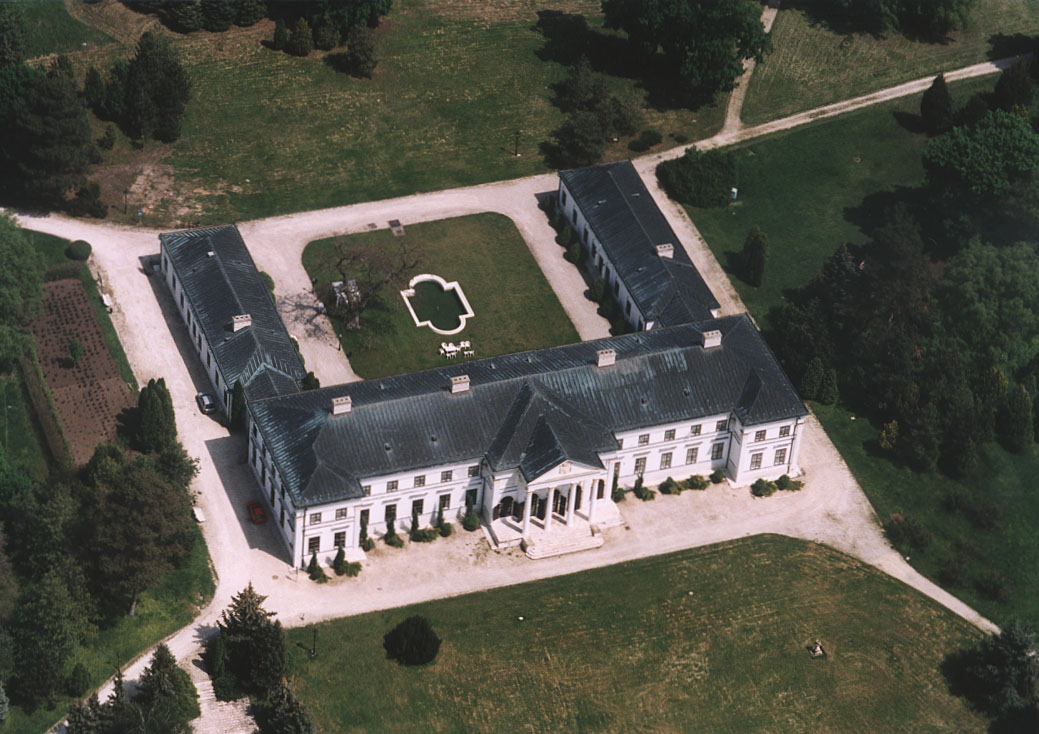
Seregélyes (Zichyové)
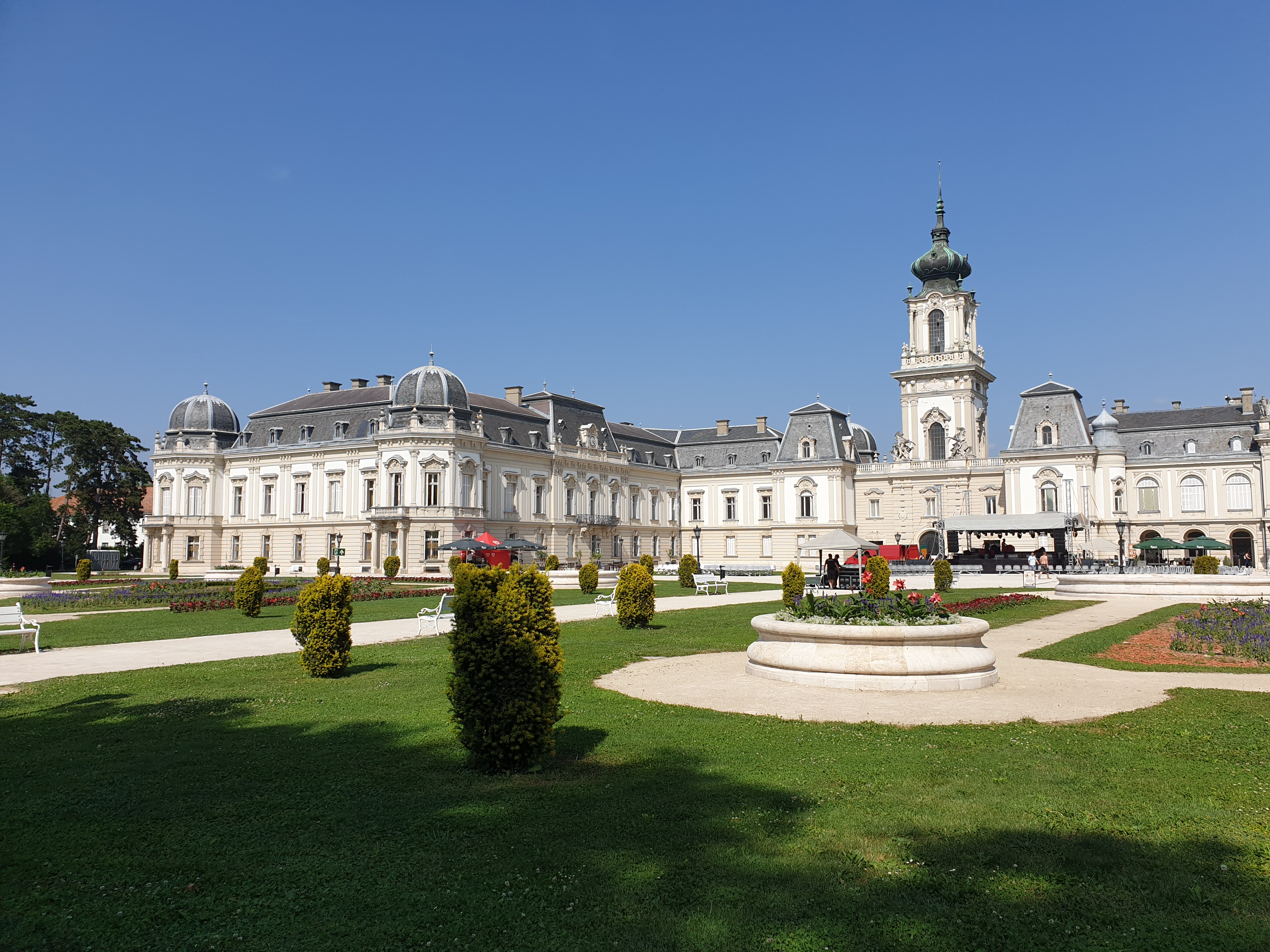
Keszthely (Feštetićové)
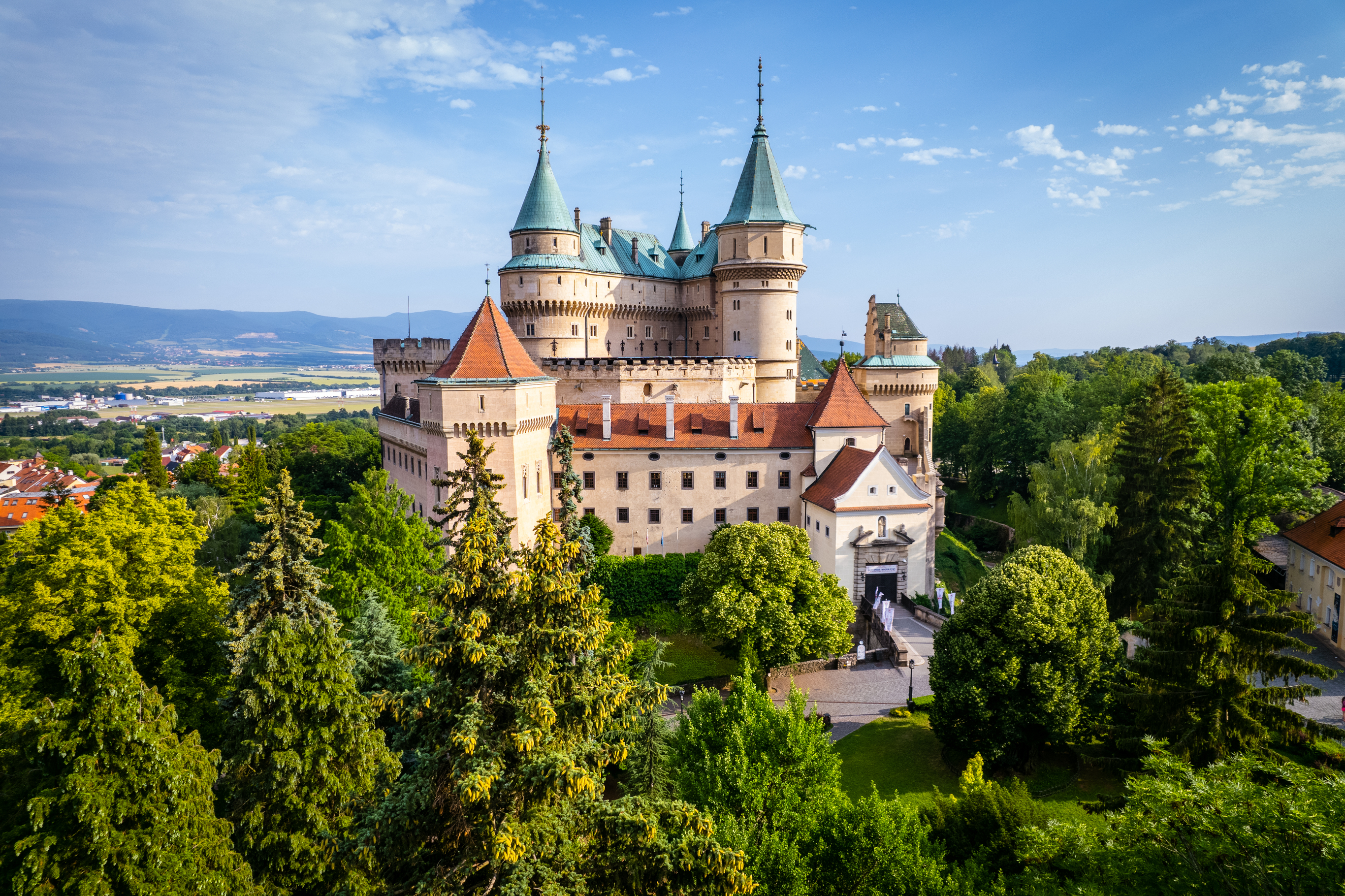
Bojnice (Pálffyové)
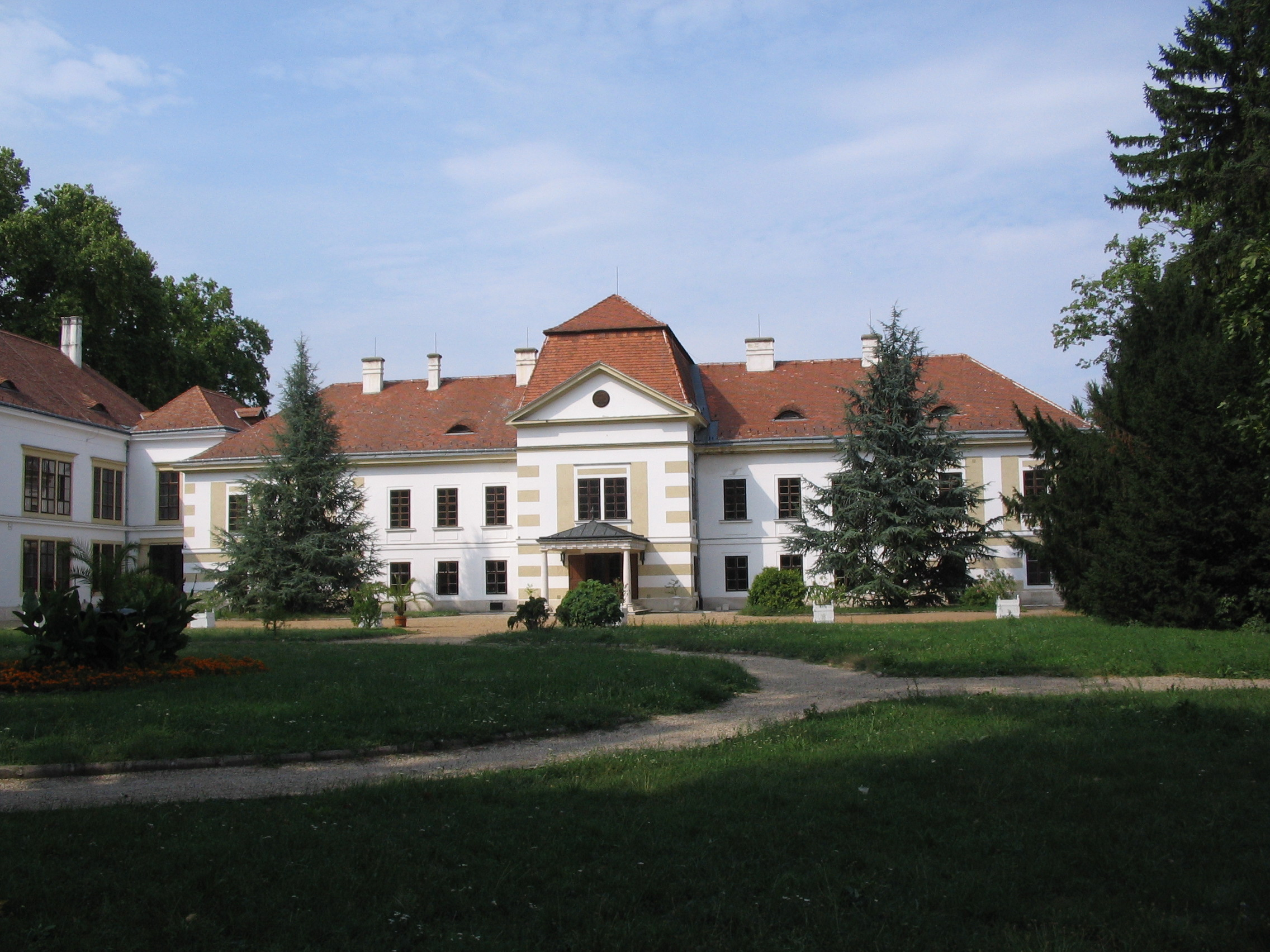
Nagycenk (Széchényiové)
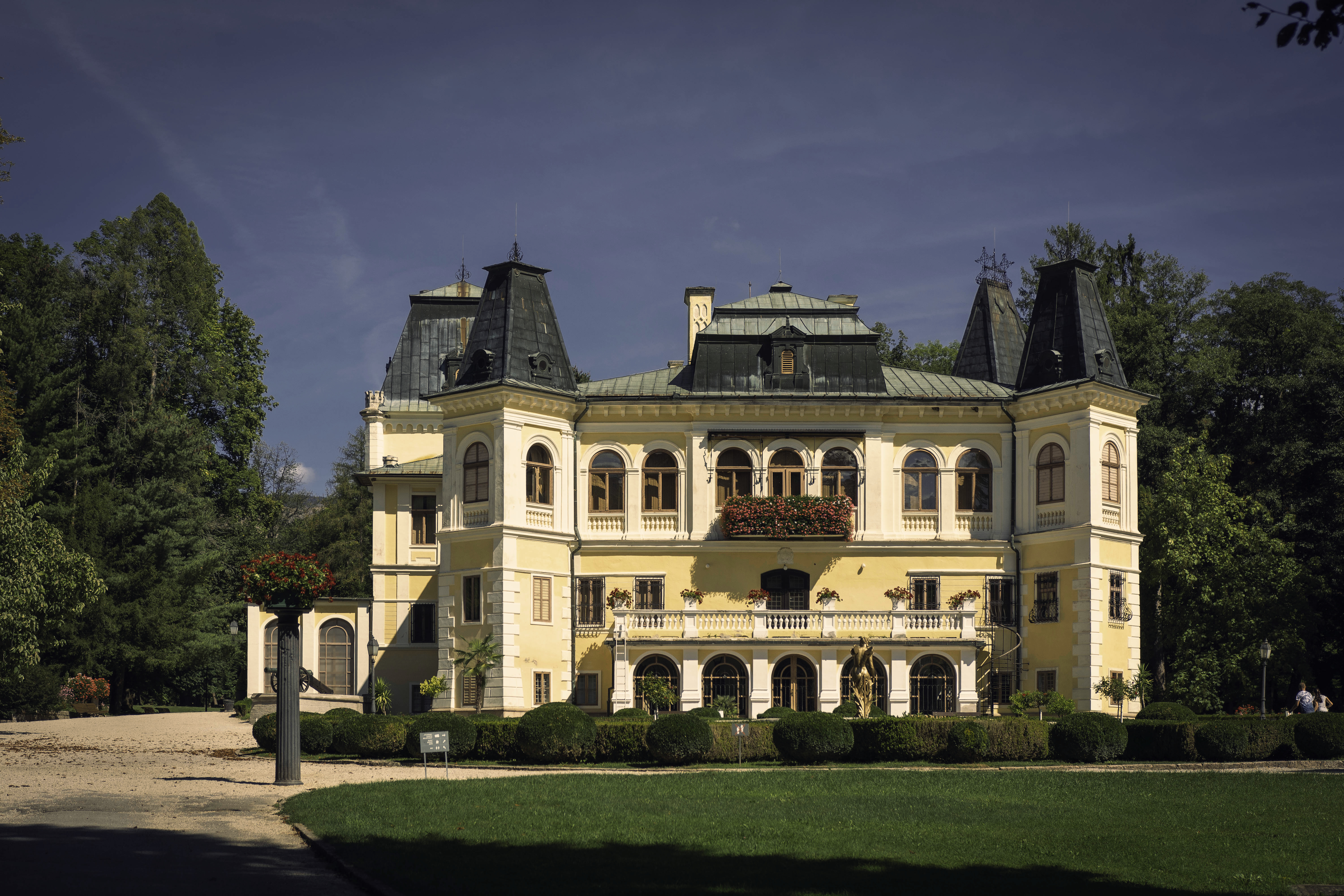
Betliar (Andrássyové)
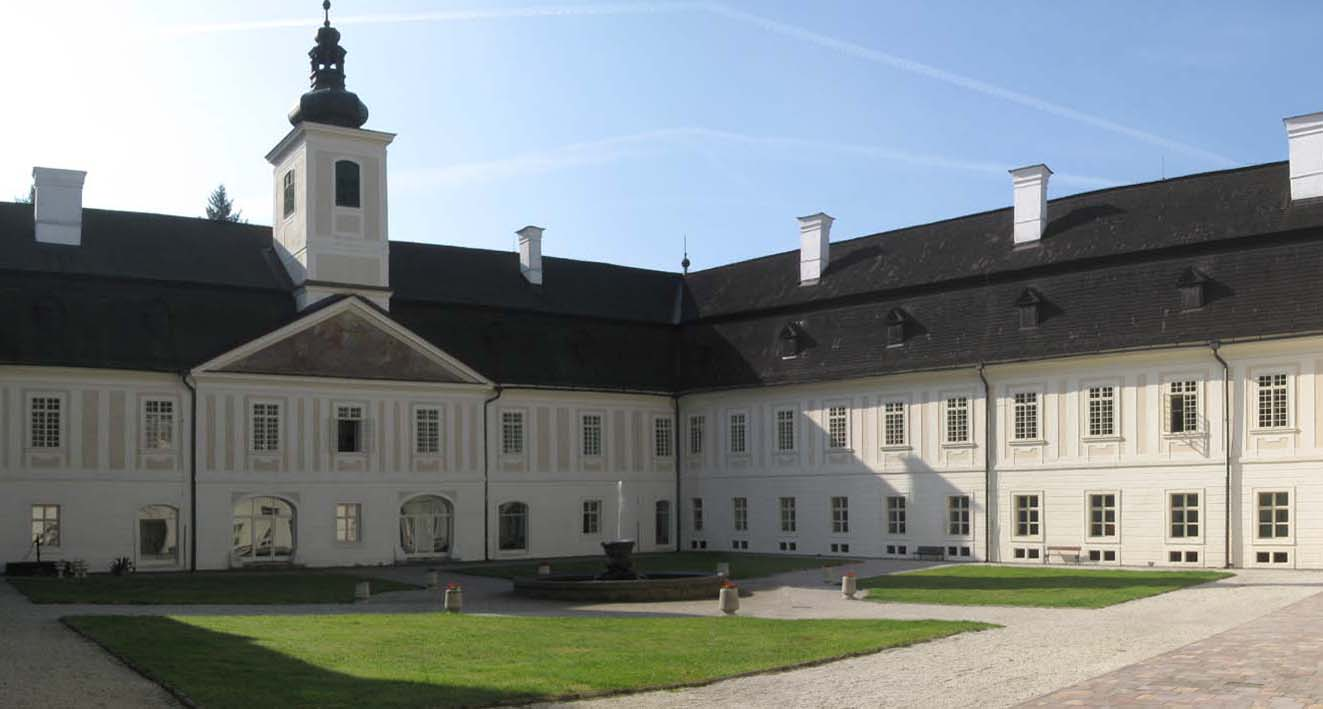
Svätý Anton (Sachsen-Coburg)
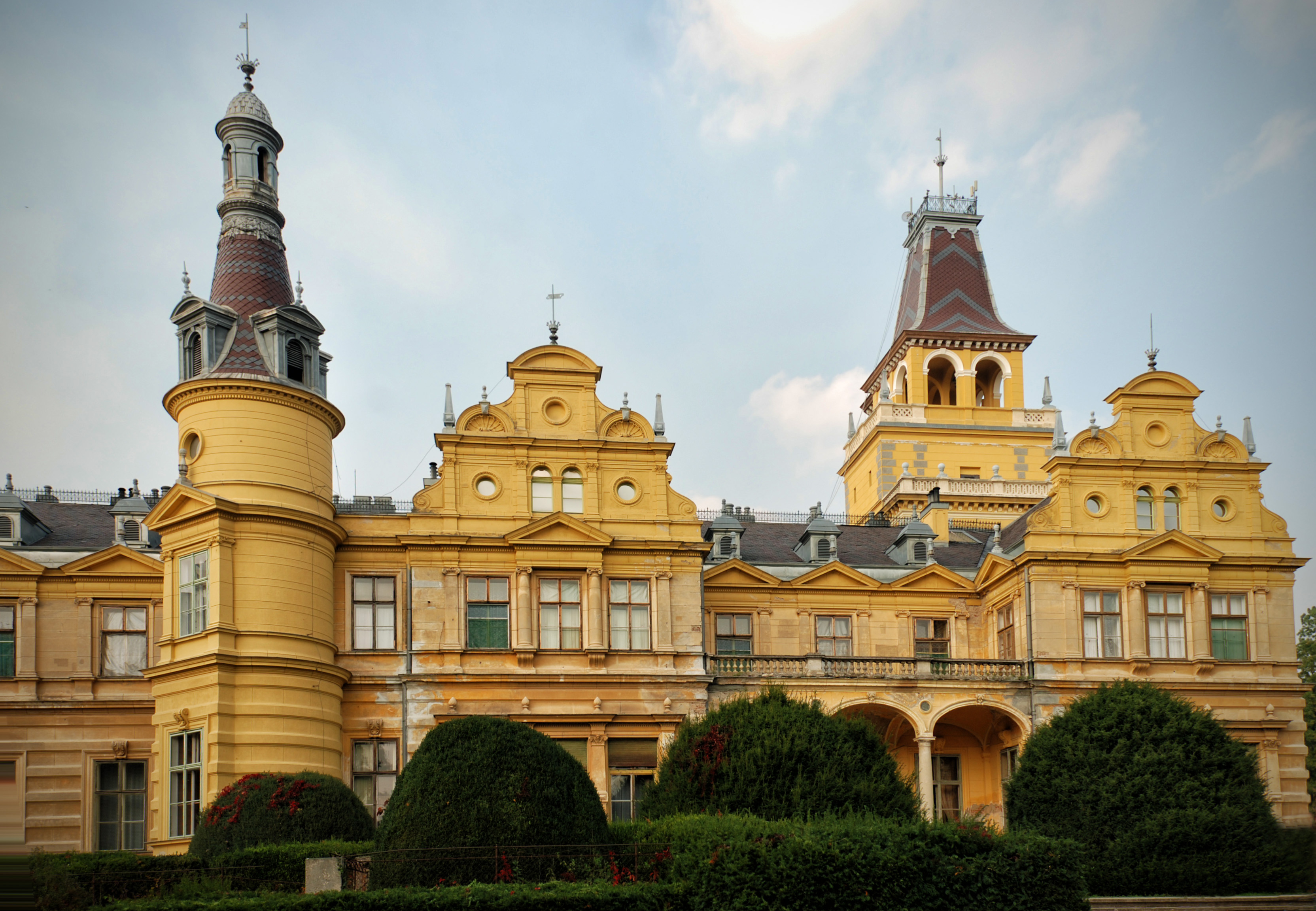
Szabadkígyós (Wenckheimové)
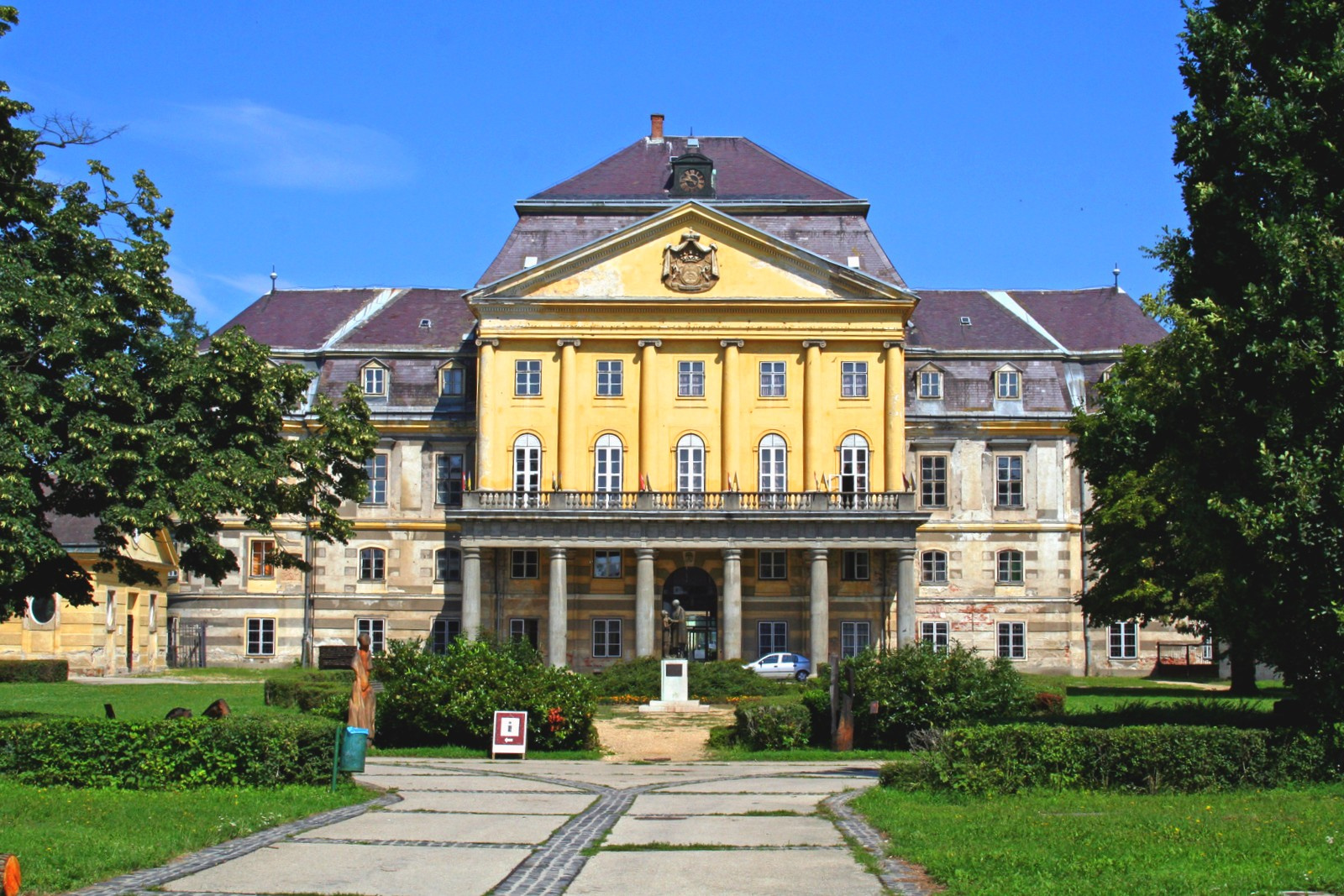
Körmend (Batthyányové)